# Pantheon I
Pantheon I — группа, исполняющая музыку в жанре блэк-метал, родом из Осло, Норвегия. Некоторые из участников по состоянию на 2010 год играют (или играли) также в группе 1349. Впоследствии они добавили виолончелистку в состав группы, причём довольно часто хвалятся, что не боятся экспериментировать со звучанием, при этом сохраняя верность блэк-металу.

## История

### Начало (2002—2004)
Группа «Pantheon I» была основана в конце 2002 года как сайд-проект Тьялве (из группы «1349»). (Он ушёл из «1349» в 2006 году, чтобы сосредоточиться на «Pantheon I». Вышедшее в 2003 году первое демо «Demo MMIII» получило весьма положительный отклик в норвежском метал-андеграунде, поэтому новый сингл «Pantheon I», самостоятельно выпущенный в 2004 году, не заставил себя долго ждать.
В 2004 году к группе присоединился Тор Рисдал Ставенес (продолжающий на тот момент играть в «1349»).

### Atrocity Divine (2004—2006)
В начале февраля 2006 года было объявлено, что японский андеграундный лейбл «World Chaos Production» выпустит альбом 28 февраля (в Японии — 20 февраля). Однако лейбл быстро развалился, так что у участников группы не осталось даже копий альбома.

### The Wanderer And His Shadow (2006—2007)
В мае 2006 года запись материала для нового альбома была закончена. Три новых песни («Where Angels Burn», «Core of the Soul» и «Decent into Darkness», а также кавер-версия на композицию Emperor «Thus Spake The Nightspirit») были выложена на официальном сайте группы.
Поиски лейбла заняли довольно длительное время и в декабре 2006 года группа объявила, что новый альбом, получивший название «The Wanderer and His Shadow» выйдет 2 апреля 2007 года на британском лейбле Candlelight Records.
В начале января на диске, прилагавшемся к журналу Metal Hammer лейбл поместил песню «Cyanide Storm» с нового альбома. Альбом вышел в США и Европе, получив множество хвалебных рецензий.

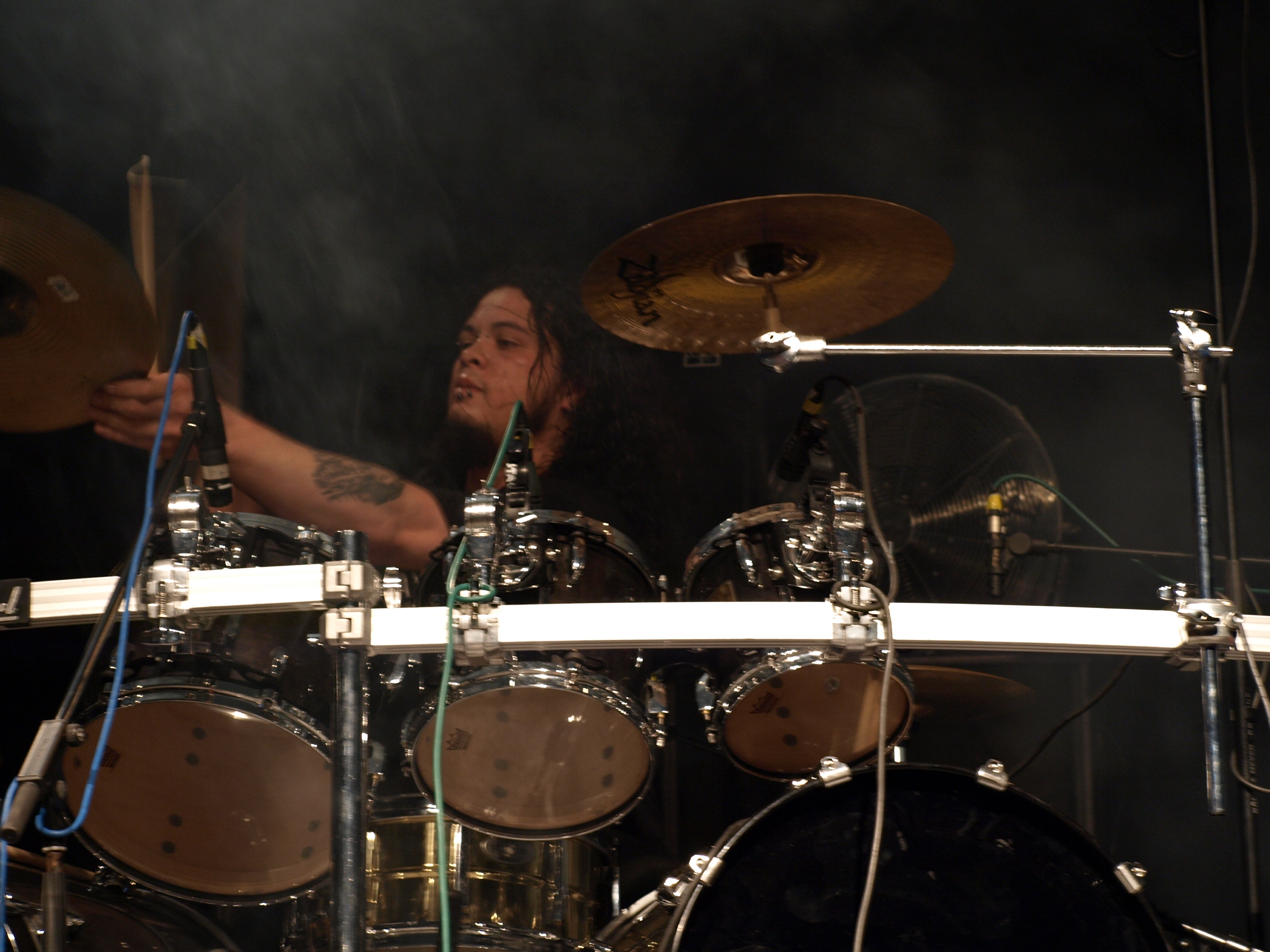
Выступление на Jalometalli в 2008 году

После выхода альбома группа сосредоточилась на концертной деятельности.
В декабре 2007 года группа отправилась в тур по Франции в качестве поддержки Mayhem. Это был их первый тур за пределами родной Норвегии. В рамках этого турне «Pantheon I» выступила на 8 совместных концертах с «Mayhem». Затем группы сыграла несколько самостоятельных концертов, включая выступление на фестивалях «Interregnum» в Германии и Jalometalli в Оулу, Финляндия. В октябре 2008 группа отправилось в первое собственное турне, сыграв 4 концерта в городах Финляндии.

### Worlds I Create (2008—2009)
В январе 2009 года «Pantheon I» вновь совершили турне по Финляндии в качестве основной группы поддержки такой именитой команды, как «Keep of Kalessin», выступив на 4 совместных шоу, сопровождавшиеся буйными пьянками между концертами. Через неделю после своего возвращения из тура группа записывает новую песню, озаглавленную «I’ll Come Back As Fire», которая будет использована в грядущем фильме ужасов «Кто-то стучится в дверь» американского режиссёра Чеда Феррина.
Затем выступили на Inferno Festival в Осло, после чего приступили к записи своего нового альбома. Альбом, озаглавленный Worlds I Create, вышел 29 июля 2009 в Европе и 11 августа в Северной Америке.

## Дискография
Демо
- 2003 — Demo MMIII (самостоятельно)

Синглы
- 2004 — Pantheon I (самостоятельно)
- 2009 — Serpent Christ (Candlelight Records)

Альбомы
- 2006 — Atrocity Divine (World Chaos Productions)
- 2007 — The Wanderer And His Shadow (Candlelight Records)
- 2009 — Worlds I Create (Candlelight Records)

## Состав
- Андре Квебек (норв. Andrè Kvebek) — вокал и гитара (бывший участник 1349);
- Джон Эспен Сагстад (норв. John Espen Sagstad) — гитара;
- Aethyris MacKay — гитара, вокал (с 2010)
- Тор Рисдал Ставенес (норв. Tor Risdal Stavenes) — бас-гитара (Seidemann в 1349);
- Мадс Гульдбеккей (норв. Mads Guldbekkhei) — барабаны;
- Лив Джулиан Костел (норв. Live Julianne Kostøl) — виолончель.